# Lorraine Hansberry
Lorraine Hansberry (Chicago, 19 maggio 1930 – New York, 12 gennaio 1965) è stata una scrittrice e drammaturga statunitense.
Il suo scritto più famoso, A Raisin in the Sun, fu ispirato dalla battaglia legale combattuta dalla sua famiglia e contro le leggi di segregazione razziale di Chicago durante la sua infanzia.

## Biografia

### Primi anni
Lorraine Hansberry nacque a Chicago, Illinois, ultima dei quattro figli di Carl Augustus Hansberry (un famoso broker) e Nannie Louise Perry, e nipote di William Leo Hansberry. Crebbe nella parte sud di Chicago, nel quartiere Woodlawn. La famiglia in seguito si spostò in un quartiere popolati interamente da bianchi, dove ebbero a che fare con la discriminazione razziale. Hansberry frequentò una scuola pubblica a maggioranza bianca, mentre i genitori combattevano contro la segregazione. Il padre iniziò una battaglia legale contro una convenzione che tentava di proibire alle famiglie afroamericane di comprare casa in quell'area. La loro lotta divenne famosa con il nome di Hansberry v. Lee, 311 U.S. 32 (1940). La famiglia uscì vincitrice e l'esperienza ispirò Lorraine a scrivere la sua più famosa opera, A Raisin in the Sun.

### Carriera
Frequentò la University of Wisconsin-Madison, ma il college era noioso e lo lasciò nel 1950 per inseguire la sua carriera di scrittrice a New York City. Lavorò nello staff di un giornale nero chiamato Freedom. Nello stesso periodo scrisse A Raisin in the Sun, che ebbe molto successo. Fu la prima pièce teatrale scritta da una donna afroamericana ad essere rappresentata a Broadway. Ricevette anche il New York Drama Critics Award, che fece di Hansberry la prima e più giovane afroamericana a vincere tale premio.

### Morte
Morì il 12 gennaio 1965, a 34 anni, di cancro al pancreas.

## Altri lavori
The Sign in Sidney Brustein's Window è stato rappresentato 99 volte a Broadway ed è stato tolto dal cartellone la notte in cui la Hansberry morì. Il suo ex marito Robert Nemiroff divenne l'esecutore di molti dei lavori da lei lasciati incompleti. In particolare adattò molti degli scritti in opere teatrali, come To Be Young, Gifted and Black, rimasto per lungo tempo sulle scene e uscito nel 1970 sotto forma di libro dal titolo To Be Young, Gifted and Black: Lorraine Hansberry in Her Own Words.
Lasciò incompiuti un romanzo e tre testi teatrali, il cui contenuto ha a che fare con diversi tipi di emozioni.
Raisin, un musical basato su A Raisin in the Sun, iniziò ad essere rappresentato a New York nel 1973 e vinse il Tony Award for Best Musical.

## Eredità
Con il successo di A Raisin in the Sun la Hansberry diventò la progenitrice dell'arte drammatica afroamericana. A San Francisco, c'è il The Lorraine Hansberry Theatre specializzato in revival del teatro afroamericano, che porta questo nome proprio in suo onore. La cantante e pianista Nina Simone, buona amica della Hansberry, ha usato il titolo della sua opera incompiuta per scrivere una canzone sul tema dei diritti civili, "To Be Young, Gifted and Black" insieme a Weldon Irvine. Il singolo raggiunse la top 10 delle classifiche R&B.

## Curiosità
Il dormitorio maschile della Lincoln University si chiama Lorraine Hansberry Hall.

## Opere
- A Raisin in the Sun (1959)
- Un grappolo di sole (A Raisin in the Sun), sceneggiatura (1961)
  - A Raisin in the Sun, produced (2008)
- On Summer (saggio) (19??)
- The Drinking Gourd (1960)
- The Movement: Documentary of a Struggle for Equality (1964)
- The Sign in Sidney Brustein's Window (1965)
- To Be Young, Gifted and Black: Lorraine Hansberry in Her Own Words (1969)
- Les Blancs: The Collected Last Plays / by Lorraine Hansberry pubblicato da Robert Nemiroff (1994)